# Grangia

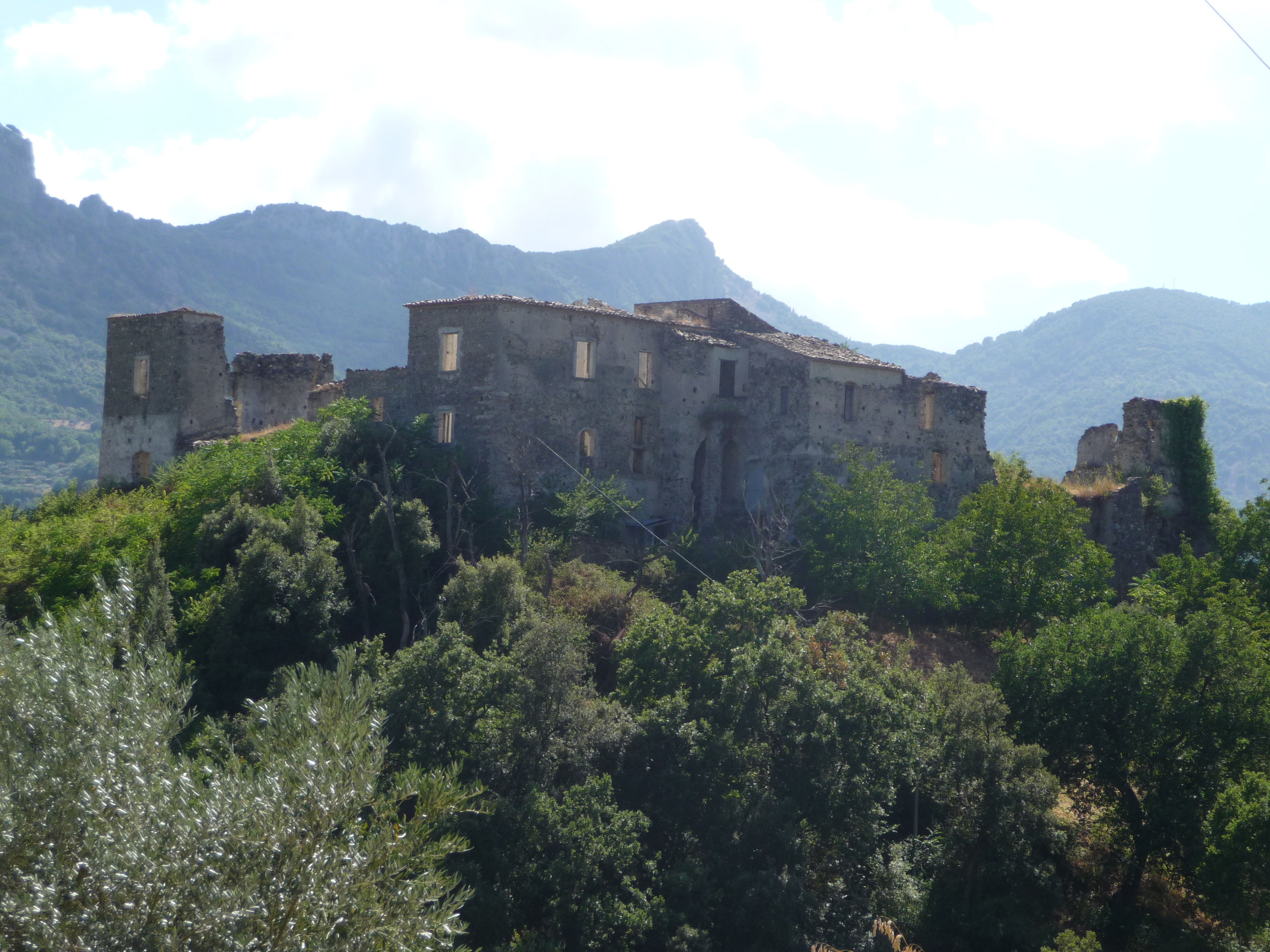
La Grangia dei Santi Apostoli a Bivongi (RC).

Il termine grangia (o grancia) indicava originariamente una struttura edilizia utilizzata per la conservazione del grano e delle sementi, poi il complesso di edifici costituenti un'azienda agricola e, solo in seguito, passò ad indicare una vasta azienda produttiva, per lo più di proprietà monastica. Ancora oggi è possibile trovare delle grange più o meno conservate in tutta l'area occitana (Italia nord-occidentale, Francia meridionale, area pirenaica) ma anche in Italia centro-meridionale e in Sicilia.

## Etimologia
Il nome di grangia deriva da un antico termine di origine latina, granea e quindi grangiarius, dal quale poi è derivato il francese grange (granaio), il veneto granza e lo spagnolo granja (fattoria).
Il termine grangia potrebbe essere stato diffuso in Italia dai Cistercensi, un ordine religioso di origine francese che nei secoli XII e seguenti fu protagonista, soprattutto nella pianura padana, di una rinascita agricola con grandi opere di bonifica in zone acquitrinose o comunque con il dissodamento delle terre incolte.
Tali terre, recuperate all'agricoltura, garantivano in genere una buona produttività e i monaci cistercensi introdussero la, per allora, nuova rotazione triennale. I Cistercensi organizzarono le loro proprietà agricole per mezzo di aziende agrarie che dipendevano dal monastero, e, secondo l'uso francese antico, le denominarono "grange". L'ordine divenne pertanto il principale possessore di patrimonio agrario, che, grazie alle bonifiche e al dissodamento, era gestito in modo molto fruttifero.
Con il termine grangia si venne perciò a indicare sia la struttura edilizia (che normalmente risente dei canoni edilizi d'oltralpe) sia la struttura organizzativa, emanazione dell'abbazia che ha il compito di provvedere alla fornitura di generi alimentari, in primo luogo il grano, per i monaci dell'ordine. Da questa preferenza per le colture cerealicole, grangia è anche il termine usato come sinonimo di granaio.

## Storia

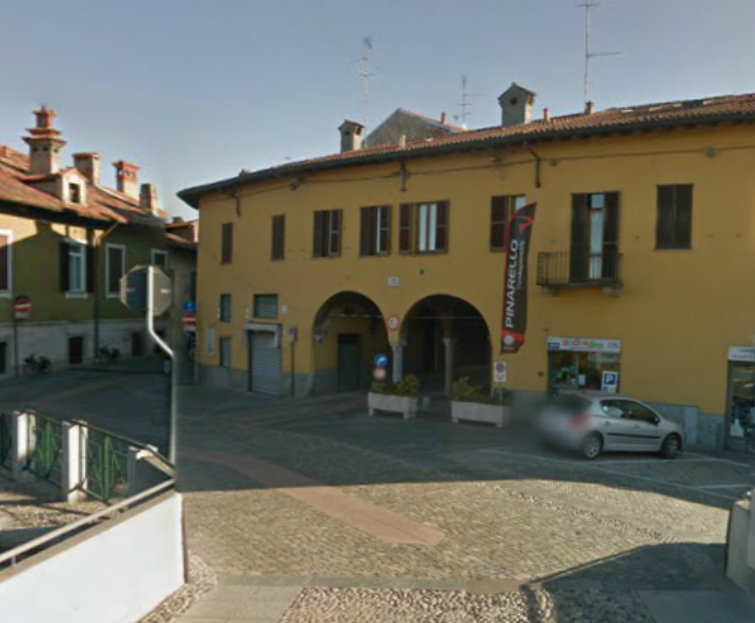
La grangia certosina di Boffalora sopra Ticino (MI), XIV secolo

Le grange iniziarono a diffondersi come strutture sussidiarie ai monasteri col diffondersi delle prime grandi abbazie territoriali dopo la diffusione del monachesimo in occidente. Ebbero ad ogni modo il loro periodo di massimo splendore tra XII e XIV secolo, segnando nel contempo il periodo d'oro dei principali istituti monastici. Le grange sorsero prevalentemente in Francia ed in Italia dove, accanto a vasti appezzamenti di terreni, si trovavano comunità sufficientemente autonome. La loro diffusione fu fondamentalmente ispirata dalla regola di San Benedetto secondo la quale i monasteri dovevano essere in grado di fornire alla vita dei monaci che li abitavano tutto il necessario in maniera indipendente.
Le grange, inizialmente perlopiù dei magazzini posti entro le mura di cinta dei monasteri, iniziarono col tempo ad essere costruite sempre più lontano dalle chiese, nei pressi dei luoghi di produzione, espandendosi poi con ulteriori strutture per accogliere i frati conversi che le amministravano e vi lavoravano assieme ai salariati ed agli stagionali. Queste grange erano ben distinte dalle "villae" che, riprendendo il concetto di villa romana, erano delle vere e proprie fattorie distaccate dai centri religiosi. Talvolta, quando con i prodotti realizzati fornivano alimenti ad almeno tredici monaci, le grange potevano anch'esse trasformarsi in abbazie minori. Tra XIII e XIV secolo, quando la produzione agricola divenne sempre meno evidente nelle grange, esse iniziarono a dotarsi di aree residenziali sempre più estese che accolsero anche personale esterno al convento ed alla vita religiosa, dotandosi di opere di difesa, spesso sfociando in veri e propri villaggi con al centro l'edificio originario della grangia.

## Struttura e tipologie
Le grange avevano in genere la struttura che si tramanderà nella cascina lombarda: in un grande cortile da un lato vi erano i fabbricati destinati alle abitazioni, dall'altro quelli destinati alle stalle, magazzini ed officine. Data l'origine religiosa, non mancava mai la presenza di una piccola cappella.
La loro collocazione al centro dell'unità agricola a cui erano addette aveva sempre la caratteristica di non distare mai più di una giornata di cammino dall'abbazia madre. 
Le grange erano affidate ai conversi, religiosi che prendevano i voti ma non avevano il grado dei monaci. Ogni domenica avevano l'obbligo di recarsi nell'abbazia e ascoltare l'omelia dell'abate.
Le terre che non avevano queste caratteristiche venivano concesse in quella sorta di affitto perpetuo che era l'enfiteusi, istituto molto diffuso tra gli ordini monastici. Ad esempio l'abbazia di Nonantola, che era benedettina, aveva terre in enfiteusi perpetua e questo regime è durato fin quasi all'epoca presente. Altri esempi di grange li troviamo nel Lazio meridionale, come la grancia di Tecchiena, che faceva capo ai Certosini di Trisulti.

### Grangia agricola

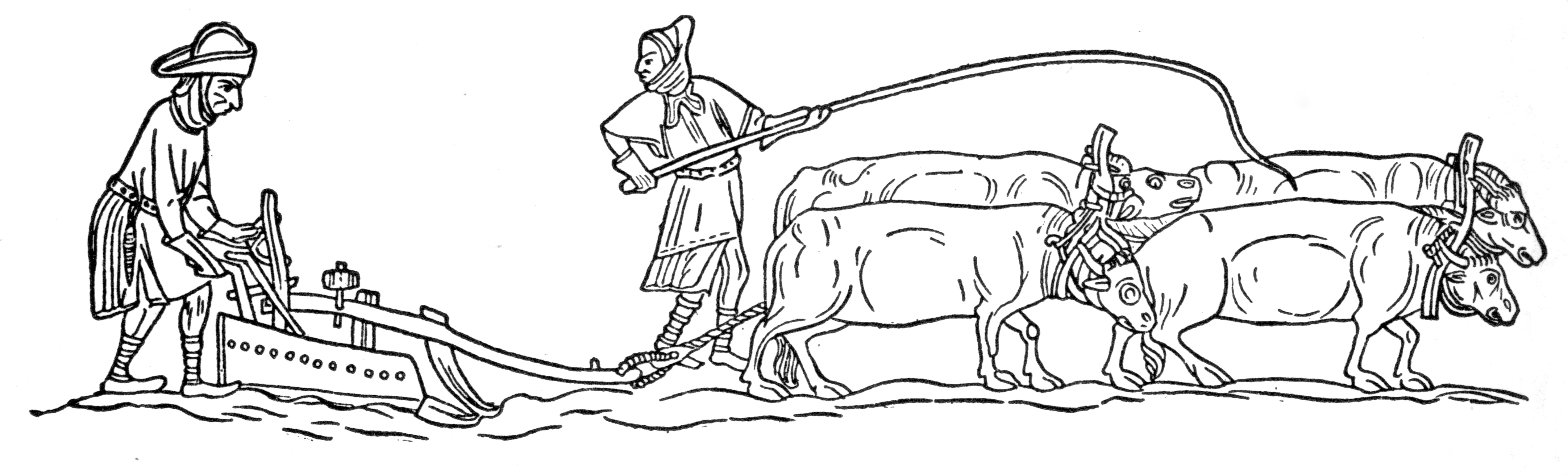
Lavoro agricolo in una grangia. Incisione da una miniatura medievale.

Nel XII secolo i cistercensi furono tra i primi ad istituire delle grange per scopi agricoli, adattate localmente per i diversi tipi di terreno su cui esse sorgevano. Per regola e per praticità, i granai non potevano essere situati a più di un giorno di cammino dall'abbazia madre e la distanza che li separava l'una dall'altra doveva essere di almeno due leghe (circa dieci chilometri).
I granai cistercensi ottimizzarono le capacità produttive agricole locali introducendo una specializzazione della manodopera dei frati conversi che vi lavoravano. Ogni stalla era gestita da un numero variabile da cinque a venti conversi, oltre ad un numero ulteriore di lavoratori agricoli salariati e stagionali.
La produzione delle grange era di molto superiore al fabbisogno delle abbazie alle quali appartenevano e quindi venivano autorizzate a vendere il surplus ricavato. Da una grangia agricola potevano dipendere diverse centinaia di ettari di terreno, prati e boschi. Ad esempio, a solo un secolo dalla fondazione dell'abbazia di Cîteaux, l'ordine contava più di mille abbazie, ma più di seimila grange sparse in tutta Europa, sino alla Palestina. Una sola abbazia, come quella ricchissima francese a Chaalis, disponeva di ben 17 grange, la più distante delle quali si trovava a 75 km dall'abbazia madre. Queste tipologie di grange coadiuvavano le colture con l'allevamento con un notevole rendimento.
L'elevata efficienza delle grange cistercensi fece sì che molte di esse si votassero prevalentemente al commercio oppure alla lavorazione dei prodotti, iniziando dal XIII secolo anche lavorazioni più particolari, come ad esempio quella del ferro o del sale.

#### Viticoltura
Nel medioevo il vino era più sicuro dell'acqua ed era quindi di vitale importanza possedere dei vigneti. Ogni abbazia disponeva di un proprio vigneto in quanto il vino prodotto serviva, oltre a produrre la bevanda per i monaci, anche per gli usi sacri, coprendo così il fabbisogno della comunità, rendendola autonoma. I monaci nelle grange sceglievano posizioni soleggiate e terrazzate per la coltivazione della vite, mentre gli interni delle strutture erano poi utilizzati per far invecchiare i loro vini in condizioni isotermiche ideali. Questa pratica divenne particolarmente comune in aree di alta produzione viticola come la Borgogna. Il vino nelle grange monastiche iniziò ad essere esportato sulla fine del XII secolo ed i monaci giunsero a commerciare anche con la Frisia e con la Scandinavia.

#### L'allevamento
L'allevamento era un'altra delle caratteristiche tipiche delle grange, fonte dei prodotti alimentari disponibili (carni, latticini, formaggi), ma anche di letame e materie prime per l'industria dell'abbigliamento (lana, pelle) e di manufatti (pergamene, corno). Nel medioevo, inoltre, la trazione animale era una fonte energetica importante tanto per i trasporti quanto per il lavoro agricolo. Bernardo di Clairvaux incaricò i monaci della sua abbazia in Italia di importare in Francia i primi bufali per praticare degli incroci. La stessa pratica veniva portata avanti per la selezione dei cavalli per trovare la specie ideale che fosse in grado di lavorare anche su quei terreni dove i buoi solitamente rimanevano bloccati. Con questi intenti, i cistercensi nelle grange ottennero di lavorare terreni sino ad allora considerati inagibili.
I cistercensi inglesi si specializzarono nella produzione e poi nella lavorazione della lana, uno degli elementi fondamentali dell'industria medievale, non solo in Inghilterra, ma anche in Francia, nelle Fiandre ed in Italia. Nelle grange inglesi nel 1273 si tosavano in tutto 8 milioni di pecore, producendo 3500 tonnellate di lana per l'esportazione e pertanto la tassa imposta sulla lana era considerata dai re d'Inghilterra la prima risorsa fiscale del regno. L'abbazia di Fountains nella contea di York allevava sino a 18.000 capi, quella di Rievaulx, in Francia, 14.000 e quella di Jervaulx, sempre in Francia, sino a 12.000.

### Grangia industriale

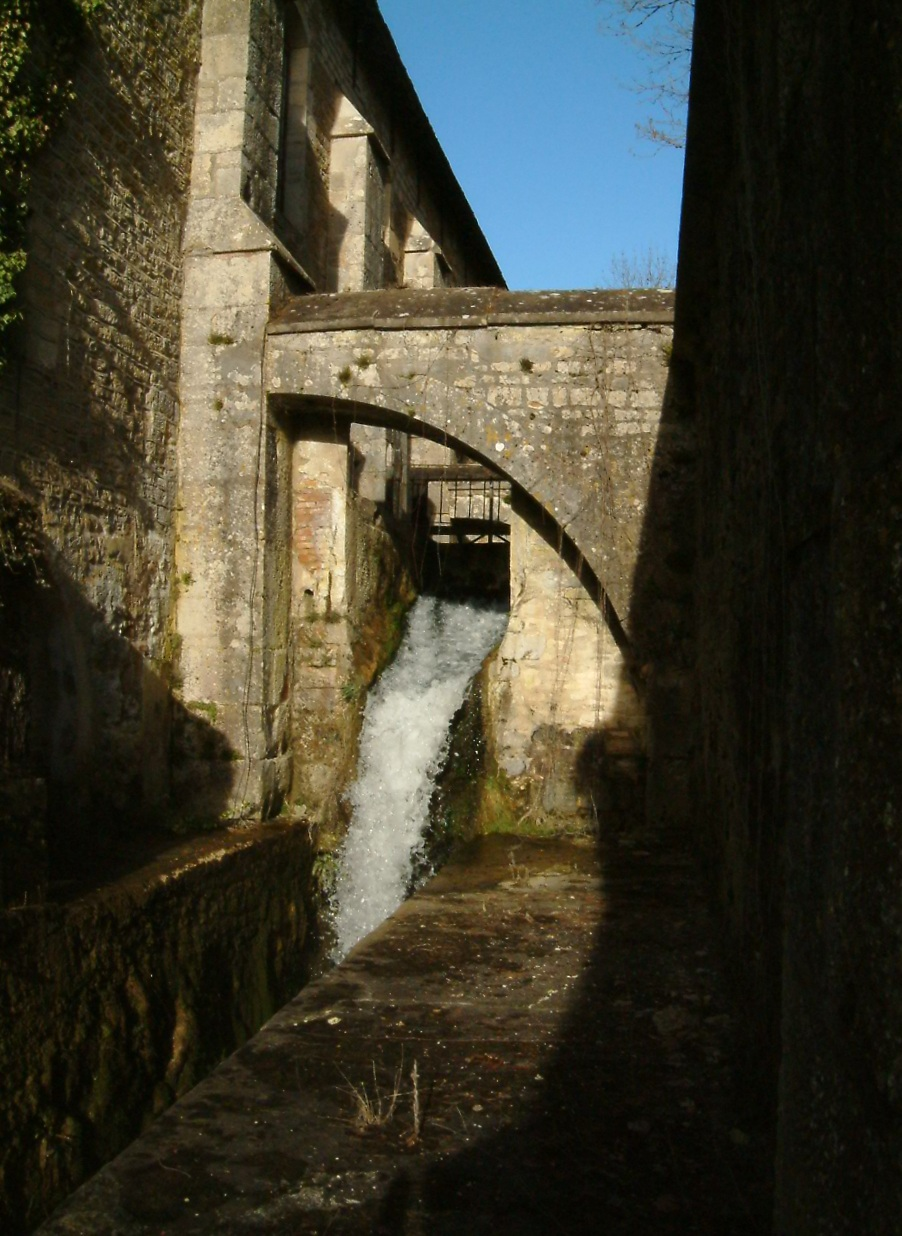
Una cascata che alimentava un mulino ad acqua per il funzionamento della forgia dell'abbazia di Fontenay.

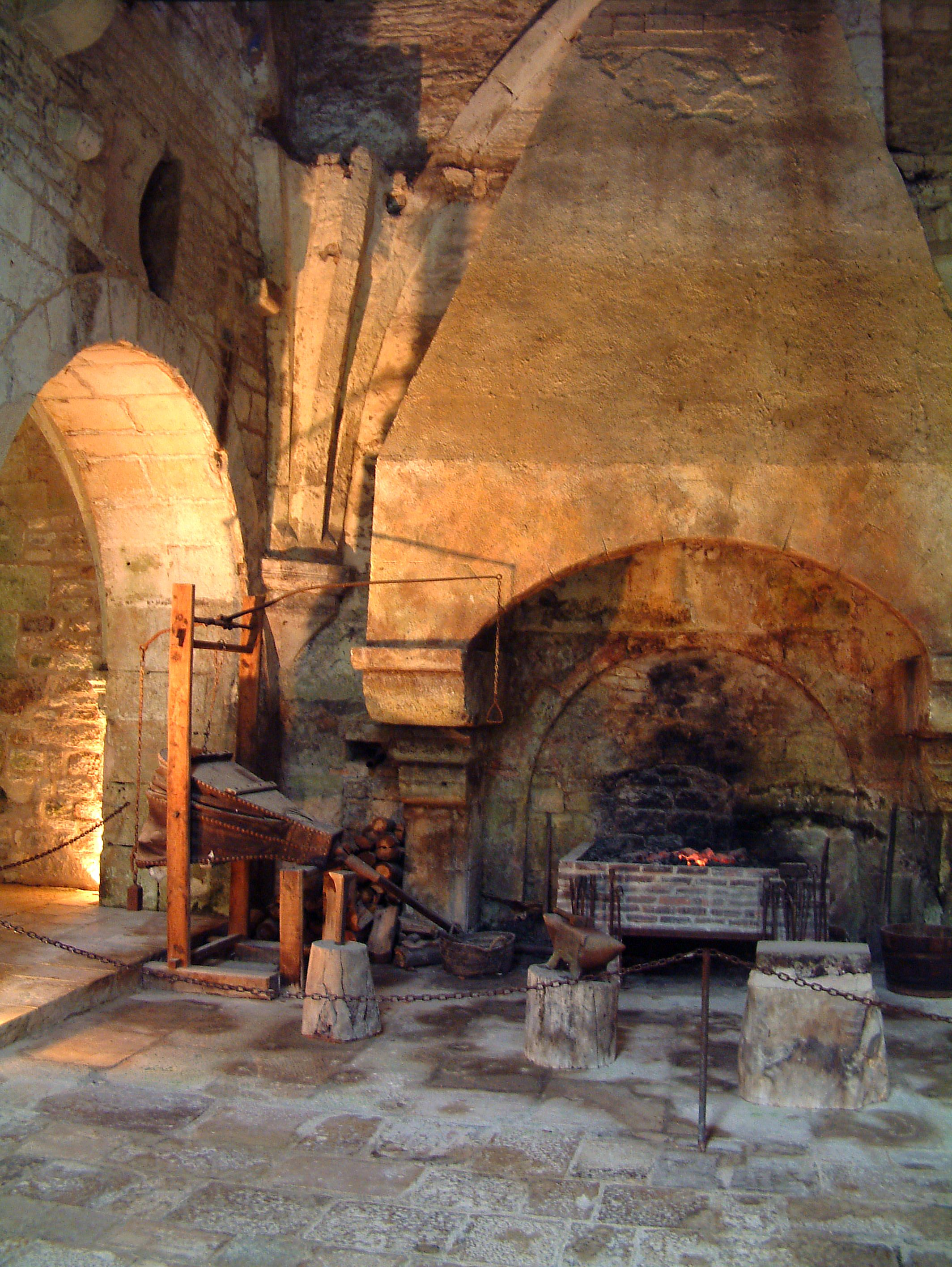
Forgia dell'abbazia di Fontenay.

L'invenzione del mulino ad acqua, con l'uso applicato del martinetto, si diffuse nel periodo medievale; le grange dei monasteri furono le prime ad investire in questo tipo di attrezzature per la propria produzione. L'utilizzo di energia idraulica, anziché quella animale o umana, consentiva una produttività senza paragoni rispetto all'antichità: ogni ruota di un mulino in movimento poteva macinare sino a 150 kg di grano l'ora, il che corrispondeva al lavoro di 40 persone. I monasteri furono i primi ad adottare queste tecniche al punto che i benedettini, già dal periodo carolingio, prescrissero che ogni grangia si dotasse di un mulino.
A partire dal X secolo questi mulini iniziarono progressivamente ad essere adottati anche in campo industriale. Nelle grange si iniziò a triturare la canapa, macinare senape, affilare lame, battere il lino, cotone o fibre per la produzione di carta. Dal XIII secolo entrarono in uso le prime seghe idrauliche. 
Gli stessi monaci nelle loro grange diffusero l'uso di queste tecniche in tutta Europa. I cistercensi furono tra i primi ad abbinare ai mulini la lavorazione del ferro per la produzione di chiodi e accessori, serrature e vetrate per la costruzione degli edifici. Nelle grange si raggiunse una velocità di produzione, una lavorazione di pezzi di ferro di grosse dimensioni e una temperatura di fusione nei forni mai raggiunte prima.
Per le esigenze delle loro costruzioni, i cistercensi iniziarono a produrre nelle grange anche delle tegole e dei mattoni, con forni che potevano produrre tra le 10.000 e le 15.000 tegole alla volta.